# Chase Atlantic
I Chase Atlantic sono un gruppo musicale australiano di alternative R&B con influenze dark, rap, pop, punk e indie rock formatosi nel 2014 a Cairns, nel Queensland.
La band è composta dal cantante Mitchel Cave, dal chitarrista ritmico e cantante Christian Anthony, dal chitarrista solista, sassofonista e corista Clinton Cave. In tournée, si aggiungono ai tre membri della band canonici il bassista Patrick Wilde e il batterista Jesse Boyle.

## Storia del gruppo

### 2012-2013: Prima di "Chase Atlantic"
Christian Anthony e Mitchel Cave facevano parte di una boy band chiamata What About Tonight, formata per le audizioni della quarta stagione di X Factor Australia, eliminati nella seconda settimana, arrivando all'undicesimo posto. Nel frattempo, Clinton Cave (fratello maggiore di Mitchel) aveva un canale YouTube di successo nominato Clinton Cave Music, dove venivano pubblicate regolarmente cover e remix di canzoni. I due fratelli sono comparsi molte volte insieme sul canale e poco a poco viene coinvolto sempre più Christian, raggiungendo sempre più pubblico. Arrivati nel 2013, i tre iniziano a comporre musica e ad esibirsi sotto il nome di K.I.D.S. (Kind Imaginations. Destructive Situations.). Viene pubblicato il singolo "Addicted". Successivamente verrà cancellato il canale YouTube e rimossi tutti i vecchi contenuti, nonostante sulla piattaforma si possa ancora trovare qualcosa ricaricato da altri canali.

### 2014-2015:DallianceeNostalgia
Il trio pubblica per la prima volta musica sotto il nome Chase Atlantic quando Clinton recluta il fratello Mitchel e l'amico Christian per assistere alla registrazione di un progetto universitario. Il nome della band, come confermato dagli artisti stessi, non significa nulla di particolare bensì solo due parole accostate che piacevano a tutti e tre. Il trio debutta poi ufficialmente con due EP: Dalliance (maggio 2014), che riflette le loro influenze pop rock e pop punk, e Nostalgia (febbraio 2015), che riscuote un discreto successo globale trainato dal singolo "Friends", diventato molto popolare su Tumblr e altri social. Durante questo periodo, la band attira l'attenzione dei The Madden Brothers e tra la fine del 2015 e l'inizio del 2016 firmano un contratto con la loro società di gestione, MDDN.

### 2016-2017: Warner Bros. e il primo album
A gennaio 2016, i Chase Atlantic pubblicano il singolo "Obsessive" e un mese dopo il loro terzo EP intitolato Paradise, accompagnato da una vasta promozione, incluso un tour australiano. Questo EP, contenente il brano di grande successo "Slow Down", verrà poi ridistribuito con una riedizione completa nel 2019.
A gennaio 2017, i Chase Atlantic hanno pubblicato il loro quarto EP, Part One in concomitanza con la firma di un contratto discografico con la Warner Records. La band si trasferisce a Los Angeles e inizia a lavorare intensamente in studio, mentre il successo cresce sempre di più. Nel corso dell'anno rilasciano una vera e propria trilogia di EP: dopo Part One, arrivano Part Two, e infine Part Three, contenenti brani di grandi successo come "Church" e soprattutto "Into It", destinata a diventare una delle canzoni più conosciute del gruppo. Questi progetti gettano le basi per il loro album di debutto omonimo, Chase Atlantic, pubblicato il 4 ottobre 2017, con un sound che evolve verso un mix di alternative R&B e pop malinconico. L'album contiene alcuni inediti, ma soprattutto raccoglie quasi tutte le canzoni dei tre precedenti EP usciti in sequenza tra cui il singolo "Swim", destinato a diventare il loro brano di maggior successo. Nel corso dell'anno la band effettua il loro primo tour negli Stati Uniti aprendo i concerti per il tour Gossip: Up Close & Personal Tour degli Sleeping with Sirens,effettuando sedici spettacoli in undici stati federati. Successivamente tornano in Australia con un tour di apertura per Blackbear.

### 2018-2019: Tour e numerose uscite
Nel 2018, la band continua a girare negli Stati Uniti come apriconcerti per Lights e suonando in importanti festival statunitensi ed europei come il Bonnaroo Music Festival, il Warped Tour e il Festival di Reading e Leeds. Contemporaneamente il trio lavora su altri canzoni e pubblica i singoli "Numb to the Feeling" e "Tidal Wave" a metà del 2018. Nell'estate dello stesso anno i Chase Atlantic annunciano di aver lasciato la Warner Brothers Records e di essere tornati totalmente indipendenti, scelta che consente loro maggiore libertà creativa. Come dichiarato da Clinton Cave: “Tornare indipendenti ci fa sentire come agli inizi, ma con una fanbase molto più solida.”
Nei primi mesi del 2019, il gruppo lavora al secondo album tra USA e Australia, ma nel frattempo fa uscire un altro EP a gennaio, intitolato Don't Try This. Questa raccolta include 6 tracce dai suoni trap, emo rap ed emo rock, nessuno dei quali sarà inserito nel secondo album ufficiale. L’EP, interamente scritto e prodotto mentre erano in giro per il mondo, segna una nuova fase di sperimentazione sonora per la band.
In primavera annunciano il Phases Tour: North America per la seconda metà del 2019, a sostegno del loro secondo album Phases, uscito poi il 28 giugno. L'album è stato preceduto da tre singoli: Her, Stuckinmybrain e Love Is (Not) Easy, pubblicati rispettivamente il 10 maggio, il 24 maggio e il 7 giugno 2019. Il titolo del disco riprende la loro sperimentazione continua e la ricerca di nuovi stimoli nella vita e nella musica, attraversando diverse "fasi". L'album, che esplora temi di introspezione e isolamento, ottiene un buon successo commerciale, raggiungendo il sesto posto nella Billboard Heatseekers Albums Chart. Oltre al tour nel Nord America, la band ha tenuto spettacoli sparsi in tutto il mondo.

### 2020-2022: Pandemia eBeauty in Death
Nel corso del 2020 (soprattutto durante il periodo della pandemia da COVID-19), il gruppo lavora al terzo album in studio. Il 5 marzo 2021 pubblicano il disco Beauty In Death. Il progetto viene anticipato da quattro singoli: Out The Roof nell'agosto 2020, Molly a ottobre 2020, Slide a gennaio 2021 e Empty a febbraio 2021. L’album è composto da canzoni di generi diversi e affronta molti temi, tra cui anche i sentimenti di perdita e vulnerabilità causati dalla pandemia. Nel 2022 viene pubblicata una versione espansa e aggiornata del disco uscito nel 2021, che comprende nuove tracce inedite più alcuni singoli come Ohmami e Escort, già usciti nel periodo tra la versione standard e quella deluxe.

### 2023-presente: pausa eLost in Heaven
Nel 2023, dopo una pausa per concentrarsi su loro stessi, i Chase Atlantic fanno il loro ritorno sulla scena musicale con l'uscita del singolo Mamacita il 26 settembre. Passato quasi un altro anno di relativo silenzio, la band nella seconda metà del 2024 pubblica tre nuovi singoli, intitolati Die For Me il 23 agosto, Doubt It il 20 settembre e Ricochet l'11 ottobre. Il 1º novembre 2024 pubblicano un nuovo disco intitolato Lost In Heaven, mentre già a partire dal 16 ottobre, il gruppo inizia il tour globale omonimo l'album, con spettacoli programmati in diverse località in tutto il mondo, tra cui il Toyota Music Factory in Nord America, il Riverstage di Brisbane, in Australia, l'O2 Arena e la Lanxess Arena in Europa.

## Stile musicale
I Chase Atlantic hanno un approccio alla musica fortemente sperimentale, sia nella produzione che nella composizione, mescolando generi musicali diversi e creando un loro suono difficilmente classificabile. Il loro stile infatti fonde elementi di alternative rock, R&B, pop, hip-hop e persino influenze elettroniche. I brani sono caratterizzati da arrangiamenti ricchi e stratificati, con l'uso di synth, sax e chitarre che si combinano a testi introspettivi. La loro estetica musicale oscilla tra il malinconico e il ribelle, creando un forte legame con una fanbase giovane e internazionale.
A livello tematico, la band affronta argomenti complessi e talvolta provocatori nel contesto della vita moderna. Le loro canzoni esplorano soprattutto l'amore e il sesso, la solitudine, la lotta interiore, la depressione, l'abuso di sostanze, il successo, e i rapporti umani in generale. I testi variano dall'essere più semplici e leggeri fino ad arrivare a riflessioni profonde su temi universali come la morte, il senso di vuoto e la ricerca di autenticità.
Tra le proprie influenze musicali nominano Tame Impala, The Weeknd, The 1975 e i The Neighbourhood.

## Formazione

### Membri classici
- Mitchel Cave – voce, programmazione[32]
- Christian Anthony – chitarra ritmica, voce, programmazione
- Clinton Cave – produzione, chitarra solista, sassofono tenore, cori, programmazione

#### Membri in tournée
- Patrick Wilde – batteria
- Jesse Boyle – basso

## Discografia

### Album in studio
- 2017 – Chase Atlantic
- 2019 – Phases
- 2021 – Beauty In Death (versione espansa intitolata "Beauty In Death: Deluxe Edition" uscita nel 2022)
- 2024 – Lost In Heaven

#### EP
- 2014 – Dalliancé - EP
- 2015 – Nostalgia - EP
- 2016 – Paradise - EP (riedito nel 2019)
- 2017 – Part One; Part Two; Part Three
- 2019 – Don't Try This

## Riconoscimenti
American Australian Association
- 2018 – Star in ascesa[33]